# Тигърът от Сан Педро
„Тигърът от Сан Педро“ на английски: The Adventure of Wisteria Lodge) е разказ на писателя Артър Конан Дойл за известния детектив Шерлок Холмс. За пръв път е публикуван в „Колиър Уикли“ през август 1908 г. и в списание „Станд“ през септември-октомври 1908 г. с 10 илюстрации от Артур Туидъл. Включен е в сборника „Преди да падне завесата“, публикуван през 1917 година.

## Сюжет
Внимание:  Текстът по-долу разкрива сюжета на произведението (или части от него)!
В края на март 1892 г. към Шерлок Холмс за помощ се обръща г-н Скот Екълс, с когото се е случила странна история. Но едва започвайки да разказва за нея, в апартамента на Бейкър Стрийт идват двама полицейски инспектори: Грегсън от Скотланд Ярд и Бейнс от Съри, които изискват от Екълс обяснения за смъртта на Алоис Гарсия. Изумен от тази новина Екълс разказва за всичко подробно.
Преди известно време, той се запознава с млад испанец с фамилия Гарсия. Те стават приятели и скоро Гарсия го кани на гости в дома си, който се намира в Уистерия Лодж. Пристигайки вечерта Екълс е изненадан от изключително нервното и мрачно състояние на собственика на дома. Скоро слугата на Гарсия му дава бележка, а след прочитането ѝ той става още по-мрачен. Събуждайки се на сутринта, Екълс открива, че къщата е празна, а Гарсия, и неговите слуга и готвач, са изчезнали.
Ядосан от тази нелепа шега, Скот Екълс се опитва да установи кой е г-н Гарсия. Но дори в агенцията, която е отдала под наем къщата, никой не го познава. В испанското посолство също никой не знае нищо за него. Инспектор Грегсън показва бележката, която не е попаднала в камината, и Холмс прави обстоен преглед на бележката и текста.
„Нашите собствени цветове – зелен и бял; зеленият е открит, белият – закрит. Главното стълбище, първият коридор, седмото отдясно, зеленият плат. Да помага Бог. Д.“ Почерка в нея е женски, но адресът е написан от друго лице.
Тогава Грегсън заявява, че Гарсия е бил намерен мъртъв на една миля от дома му. Някой с изключителна жестокост е разбил главата му. Холмс обещава на полицейските инспектори, че ще помогне на разследването, а след това говори с Уотсън за този мистериозен случай изказвайки различни догадки. Холмс предполага, че посещението на Екълс е било планирано като алиби за злосторниците, а в бележката е било уговорено мястото на срещата на Гарсия с някого. Холмс решава да продължи с разследването на местопрестъплението, и затова заедно с Уотсън и инспектор Бейнс отпътуват до Уистерия Лодж.
Пристигайки на мястото, Холмс внимателно оглежда къщата. Инспектор Бейнс показва на Холмс много странни предмети открити в кухнята: изсушен труп на малка маймунка, разкъсан на малки парченца бял петел и овъглени кости на яре. Нито Холмс, нито инспекторът, не могат да обяснят за какво могат да са такива странни неща. Инспектор Бейнс предполага, че Гарсия е бил убит от собствените си слуги, но Холмс не е съгласен с него и предлага всеки да води самостоятелно разследване.
След няколко дни в устроена от Бейнс засада попада слугата на Гарсия. Той е обвинен в убийството на своя господар. Въпреки това, Холмс обяснява на Уотсън, че категорично не е съгласен с версията на инспектора. Напротив, Холмс смята, че служителите на Гарсия са му съучастници, и целта на техния тайнствен план е бил г-н Хендерсън, който живее близо до Уистерия Лодж.
Холмс оглежда околностите на дома, където живее в Хендерсън, и дори се среща с него. Той е мрачен, жесток и подозрителен човек, който много се страхува от нещо. Хендерсън винаги излиза на разходка придружен от секретаря си. Изяснява се също, че след убийството на Гарсия от къщата на Хендерсън е изчезнала гувернантката на децата му, госпожа Бърнет. Холмс изпраща човек, който да следи къщата на Хендерсън, и скоро той съобщава, че Хендерсън е заминал. Но по време на отпътуването от него е избягала някаква жена, която се оказва липсващата госпожа Бърнет. Холмс извиква на помощ инспектор Бейнс, който също е наблюдавал къщата. Те разпитват г-жа Бърнет и изясняват следното.
Оказва се, че под името „Хендерсън“ се крие дон Mурильо, кървавият диктатор на Сан Педро, наречен „Тигърът от Сан Педро“. След народното въстание в Сан Педро, дон Мурилъо бяга в Европа. Роднините на екзекутираните по негова заповед хора, са решили да го проследят и да му отмъстят. Госпожа Бърнет също е част от тези отмъстители. Някога диктаторът е поръчал да убият съпруга ѝ, който е бил посланик на република Сан Педро в Обединеното кралство. Госпожа Бърнет е научила, че дон Мурильо живее в Англия под името Хендерсън, и е успяла да стигне до семейството му като гувернантка. Заедно с Гарсия те са подготвили план да убият диктатора, но секретарят на дон Мурилъо ги е проследил. Дон Мурильо е убил Гарсия, госпожа Бърнет е жестоко измъчвана. Само по чудо тя успява да избяга.
Инспектор Бейнс предполага, че сега правосъдието може да арестува „Тигърът от Сан Педро“, като го обвини за убийството на г-н Гарсия. Но дон Мурилъо успява да избяга от Англия. Въпреки това възмездието го настига. Шест месеца по-късно, кървавият диктатор и неговият секретар са намерени мъртви в хотел в Мадрид.
Не след дълго Холмс обяснява на Уотсън, че е решил загадката на странните предмети, намерени в кухнята на дома в Уистерия Лодж. Оказва се, че един от съучастниците на Гарсия е смятан за магьосник, и преди покушението над диктатора той е провел мистичен ритуал.

## Адаптации
През 1921 г. е екранизиран във Великобритания във филма „Тигърът на Сан Педро“ с участието на Ейли Норууд в ролята на Холмс и Хюбърт Уилис в ролята на Уотсън. Филмът е загубен.
Нова екранизация е направена през 1968 г. във филма „Уистерия Лодж“ във Великобритания с участието на Питър Кушинг в ролята на Холмс и на Найджъл Сток като Уотсън.
Разказът е екранизиран от телевизия „Гранада“ през 1988 г. във Великобритания с участието на Джеръми Брет в ролята на Холмс и Едуард Хардуик като Уотсън. 